# Text-Extraction
Die Text-Extraction (englisch text extraction auch englisch keyphrase extraction) bzw. Textextrahierung ist eine Methode zur automatischen Zusammenfassung eines Textes mit Hilfe computerlinguistischer Techniken. Dabei werden Teile eines Textes – zum Beispiel Sätze oder ganze Abschnitte – mittels statistischer und/oder heuristischer Methoden bezüglich ihrer Wichtigkeit oder Relevanz bewertet. Diese scores of importance dienen als Grundlage für die Entscheidung, welche Teile ("keyphrases") extrahiert und zu einem kürzeren Text zusammengestellt werden, der dann einen Überblick über die Inhalte des Originaltextes bietet und in der Regel als extract oder abstract bezeichnet wird.
Nach Karen Spärck Jones (1999) haben die mit dieser Methode produzierten Zusammenfassungen den Nachteil, dass sie zumeist wenig kohärent und somit nur schlecht lesbar und unter Umständen sogar unverständlich sind. Andererseits ist diese Methode und ihre Varianten vermutlich einfacher in automatischen Systemen zu modellieren. Beispiele dafür sind die Systeme von
Hans Peter Luhn (1959) (Extraktionsalgorithmus nach Luhn) und Edmundson (1969) und die Ansätze von Rath et al. (1961) und Brandow et al. (1995).

## Bibliographie
- Mani, I./Maybury, M. (1999): Advances in Automatic Text Summarization. Massachusetts Institute of Technology
- Brandow, R./Mitze, K./Rau, L.F. (1995): Automatic condensation of electronic publications by sentence selection.
- Rath, G. J./Resnick, A./Savage, T.R. (1961): The Formation of Abstracts by the Selection of Sentences.
- Sparck Jones, K. (1999): Automatic Summarizing: Factors and Directions.
- In: Mani/Maybury 1999, S. 1–14 (Einleitung)